# Elemental: War of Magic
Elemental: War of Magic est un jeu vidéo 4X de stratégie au tour par tour développé par Stardock et disponible depuis le 24 août 2010, uniquement sur PC (Windows),.
Il a été annoncé officiellement le 4 novembre 2008.
Il a pour suite Elemental: Fallen Enchantress.

## Système de jeu
Le joueur incarne un channeler, un des rares mortels ayant le pouvoir de canaliser la magie provenant de certains points, appelés shards.
Le but du jeu est d'imposer sa suprématie en construisant des cités, en recherchant des technologies perdues, ou encore grâce à la diplomatie.

## Particularités
Les développeurs espèrent pouvoir accueillir jusqu'à 32 personnes en multijoueurs, mais également de fournir une expérience solide en solo, notamment au travers d'une campagne.
Le jeu utilise un système de zoom qui permet de passer d'une carte en 2D utilisant des icônes à une représentation 3D des bâtiments, des unités et de la topographie.
De plus une version 64bits native a été annoncée. Elle sera disponible après la sortie, sans coût supplémentaire. Elle permettra de bénéficier d'une allocation mémoire supérieure et d'un terrain de jeu étendu.

### Moteur graphique
Elemental utilise un moteur développé en interne qui se nomme Kumquat. Il a été conçu spécialement pour les jeux de stratégie sur PC et pour tourner sur un maximum de configurations. Cela est rendu possible notamment grâce à l'utilisation d'un niveau de détails dynamique (Dynamic LOD); le moteur va déterminer la puissance du matériel mis à disposition et afficher en conséquence les objets.
Étant un moteur PC, Kumquat a des exigences matérielles propres à cette plateforme : un jeu l'utilisant nécessitera au moins 1 Go de RAM.

### Modding
Les développeurs ont prévu de permettre aux joueurs l'utilisation de mods, notamment grâce aux différents éditeurs fournis avec le jeu. Ils pourront également peupler leurs mondes avec les mods d'autres joueurs au travers d'une base de données centrale qui sera modérée.

## Trame
À l'origine, le monde d'Elemental était composé d'empires prospères baignant dans la magie. À tel point que la puissance de cette place finit par attirer des êtres immortels connus sous le nom de Titans. Rapidement, ils se disputèrent la domination de ce nouveau territoire, entraînant dans leur conflit les magiciens de ce monde. 

Deux Titans dotés d'un pouvoir exceptionnel finirent par prendre le dessus pour s'affronter dans un terrible duel. D'un côté Curgen, qui créa de nouvelles races de créatures qui seront connues plus tard sous le nom de Fallen, et de l'autre Kir-Tion, qui captura toute la magie pour la piéger dans des débris de cristaux, les shards. Privés de leur source de pouvoir, les magiciens furent rapidement éliminés.

C'est alors qu'apparurent les channelers, mortels pouvant tirer la magie des shards. Lors d'un affrontement final, un groupe de ces mortels affronta avec succès les Titans. Néanmoins cela eut pour conséquence de conduire au Cataclysme; le monde d'Elemental est alors complètement détruit et la vie ne tient qu'à un fil.

### Random House
La maison d'édition Random House a été impliquée dans la conception du scénario du jeu. Ce sont eux qui ont approché Stardock, notamment à cause de l'intérêt qu'ils avaient eu pour la série Galactic Civilizations. De plus ils publieront un livre de 600 pages, nommé Elemental : Destiny's Ember, qui a été écrit par le CEO de Stardock, Brad Wardell.

La sortie du livre est prévue pour coïncider avec la sortie du jeu.

## Édition limitée
L'édition limitée contient, en plus du jeu, un poster d'Elemental, un manuel spécial de 200 pages, la bande son du jeu, une carte du monde d'Elemental, et une figurine de dragon. Stardock a annoncé que cette version ne serait produite qu'à 10 000 exemplaires.

## Accueil
| Elemental: War of Magic |      |       |
| Média                   | Pays | Notes |
| Gamekult                | FR   | 3/10  |
| GameSpot                | US   | 4/10  |

Les premiers avis de la presse spécialisée furent mitigés. Alors que le jeu fut applaudi pour son ambition et une grande flexibilité en termes de stratégie, il fut en revanche sévèrement critiqué pour ses nombreux problèmes techniques de conception, d'interface et de la documentation. À cause de ses importants soucis, les sites comme PC Gamer et GameSpot ont préféré repousser leur test après que le jeu soit devenu plus stable à travers divers correctifs,.
Après un moment d'incompréhension, Brad Wardell accepta les avis négatifs sur le jeu et attribua ce mauvais départ à une phase de vérification insuffisante. Il ajoute que "son mauvais jugement quant à savoir si le jeu était prêt" venait s'ajouter à cet échec commercial. À la suite de cela, la compagnie Stardock a dû se séparer de plusieurs membres de son personnel.